# Wiam Dahmani
Wiam Dahmani (tiếng Ả Rập: وئام الدحماني) (sinh 22 tháng 8 năm 1983, tại Rabat, Maroc, mất 22 tháng 4 năm 2018, tại Abu Dhabi, UAE) là người dẫn chương trình, nữ diễn viên và ca sĩ người Maroc sống ở UAE. Co đóng một số bộ phim Pakistani như Ishq Khuda, Hijrat, và Hotal.

## Đầu đời
Cô sinh ngày 22 tháng 8 năm 1983, tại Rabat, Morocco. Cô tốt nghiệp Đại học Sharjah tại UAE và có bằng cử nhân về lĩnh vực Khoa học Môi trường.

## Sự nghiệp
Ban đầu cô làm phát thanh viên trên kênh truyền hình Dubai TV, và sau đó hướng đến lĩnh vực ca hát, làm video clip. Năm 2010, cô bắt đầu làm việc ở Ấn Độ. Năm 2012, cô tham gia series phim mang tựa đề Girls. Bộ phim Pakistan đầu tiên trong sự nghiệp của cô là Ishq Khuda. Bộ phim được phát hành 2013 và được chiếu trên Box Office. Năm 2016, cô tham gia đóng 2 bộ phim Hijrat và Hotal.

## Qua đời
Cô qua đời vì bị nhồi máu cơ tim vào ngày 22 tháng 4 năm 2018. Lúc đó cô mới 34 tuổi. Theo truyền thông, mẹ cô phát hiện ra cô đã nằm xuống tại phòng khách sạn ở Abu Dhabi. Thi hài của cô cũng được chôn ở đây.

## Các bộ phim
2013: Ishq Khuda, nhân vật Kulsoom
2016: Hijrat, nhân vật Dancer
2016: Hotal, nhân vật Dancer

## Video
- Chào Mừng (tiếng Ả Rập: أهلا وسهلا)
- Sajnawy (tiếng Ả Rập: سجناوي)
- Wow (tiếng Ả Rập: واو)
- Làm Gì Đây (tiếng Ả Rập: وش أسوي)
- Tôi hay Anh ta (tiếng Ả Rập: أنا ولا هي)